# نيفر آلون
نيفر آلون (بالإنجليزية: Never Alone)‏ ، هي لعبة فيديو من نوع منصات وحل الألغاز، أنتجت سنة 2014م، وتعم لعلى أنظمة بلاي ستيشن 4 وإكس بوكس ون ومايكروسوفت ويندوز ونينتندو وي يو ومتجر تطبيقات أو إس إكس التابع لمتجر شركة آبل الأمريكية.

## وصلات خارجية
- الموقع الرسمي
- E-Line Media
- Never Alone on Steam Store
- Never Alone on PlayStation 4 Store
- Never Alone on Xbox One Store
- Never Alone on Nintendo eShop